# Бонт, Ян де
Ян де Бонт (нидерл. Jan de Bont; род. 22 октября 1943, Эйндховен) — голландский и американский кинорежиссёр, продюсер и кинооператор.

## Биография
Ян де Бонт родился в католической семье. В начале кинокарьеры работал как оператор с голландским режиссёром-авангардистом Адрианом Дитворстом («Паранойя», 1967). Получил известность в 1973 году после выхода фильма Пола Верховена «Турецкие сладости» с Рутгером Хауэром в главной роли. В начале 1980-х де Бонт уехал в США. В Голливуде он участвовал в съёмках фильмов «Крепкий орешек», «Охота за „Красным октябрём“», «Смертельное оружие 3» и других. Продолжалось и сотрудничество с Верховеном, который тоже приехал в США.
В 1994 году состоялся режиссёрский дебют де Бонта — «Скорость» с Киану Ривзом, динамичный боевик о противостоянии спецназовца и террориста. Следующий фильм «Смерч» рассказывал о метеорологах, которые исследуют торнадо. Оба фильма стали коммерческими хитами. Однако картина «Скорость-2» провалилась в прокате и с тех пор де Бонт-режиссёр не имел больших успехов. Он должен был стать режиссёром «Годзиллы» и «Особого мнения», но в итоге фильмы снимали, соответственно, Роланд Эммерих и Стивен Спилберг.
В 2006 году появилась информация о том, что де Бонт снимает фильм Stopping Power, в котором Джон Кьюсак должен был играть бывшего лётчика, спасающего дочь от похитителей, но в конце 2007 года компания Internationalmedia объявила о закрытии проекта. В 2008 году де Бонт принял предложение о работе над сиквелом боевика «На гребне волны».
Ян де Бонт был дважды женат. Первой его женой была актриса Моник ван де Вен, сыгравшая в двух фильмах Пола Верховена «Турецкие сладости» и «Китти-вертихвостка», де Бонт был оператором в этих картинах. От второго брака с Триш Ривз у него двое детей: Александр (он снимался в эпизоде «Скорости-2») и Аннеке (снималась в эпизоде «Смерча»).

## Фильмография
Оператор (неполный список)
- 1967 — Паранойя / Paranoia
- 1971 — Дело есть дело / Wat zien ik
- 1972 — Джон, нож и река / João en het mes
- 1973 — Турецкие наслаждения / Turks fruit
- 1975 — Китти-вертихвостка / Keetje Tippel
- 1976 — Максимальная защита / Max Havelaar of de koffieveilingen der Nederlandsche handelsmaatschappij
- 1981 — Частные уроки / Private Lessons
- 1981 — Рёв / Roar
- 1983 — Четвёртый мужчина / De Vierde man
- 1983 — Куджо / Cujo
- 1983 — Все верные ходы / All the Right Moves
- 1983 — Ночное предупреждение / Night Warning
- 1985 — Плоть и кровь / Flesh+Blood
- 1985 — Жемчужина Нила / The Jewel of the Nile
- 1986 — Племя пещерного медведя / The Clan of the Cave Bear
- 1986 — Безжалостные люди / Ruthless People
- 1987 — Кто эта девчонка? / Who’s That Girl
- 1987 — Леонард шестой / Leonard Part 6
- 1988 — Крепкий орешек / Die Hard
- 1989 — Берт Ригби, ты — дурак / Bert Rigby, You’re a Fool
- 1989 — Чёрный дождь / Black Rain
- 1990 — Охота за «Красным октябрём» / The Hunt for Red October
- 1990 — Коматозники / Flatliners
- 1992 — Свет во тьме / Shining Through
- 1992 — Основной инстинкт / Basic Instinct
- 1992 — Смертельное оружие 3 / Lethal Weapon 3

Режиссёр
- 1994 — Скорость / Speed
- 1996 — Смерч / Twister
- 1997 — Скорость 2: Контроль над круизом / Speed 2: Cruise Control
- 1999 — Призрак дома на холме / The Haunting
- 2003 — Лара Крофт: Расхитительница гробниц 2 — Колыбель жизни / Lara Croft Tomb Raider: The Cradle of Life

Продюсер
- 1997 — Скорость 2: Контроль над круизом / Speed 2: Cruise Control
- 1998 — Панк из Солт-Лейк-Сити / SLC Punk!
- 1999 — Призрак дома на холме / The Haunting
- 2002 — Особое мнение / Minority Report
- 2002 — Эквилибриум / Equilibrium
- 2003 — Преступные мысли / Thoughtcrimes
- 2012 — Газетчик / The Paperboy